# KP (journal)
Pour les articles homonymes, voir KP.
KP en Ukraine est un journal ukrainien publié six fois par semaine à Kiev, la capitale nationale. Il s'agit d'un journal en langue russe avec quelques éditions régionales en langue ukrainienne. En mars 2009, le journal a reçu le prix "Journal de l'année 2008".

## Historique
Afin de se conformer aux lois ukrainiennes de décommunisation, le journal a changé son nom qui était initialement Komsomolskaya Pravda en Ukraine (en russe : Комсомольская правда в Украине ; en ukrainien : Комсомольська правда в Україні) en KP en janvier 2016. Mais le journal souligne qu'il n'a jamais été un « porte-parole » du Komsomol, l'aile jeunesse du Parti communiste de l'Union soviétique.
Il fait partie du groupe United Media Holding, créé par Boris Lozhkin et détenu par Serhiy Kurchenko.